# Damien Woody
Damien Michael Woody (Beaverdam, 3 novembre 1977) è un ex giocatore di football americano statunitense che ha militato nel ruolo di offensive lineman nella National Football League.

## Biografia
All'università, Woody giocò a football al Boston College. Fu scelto come 17º assoluto nel Draft NFL 1999 dai New England Patriots. Giocò 76 gare in carriera con la squadra, la maggior parte nel ruolo di centro. Come membro della linea offensiva dei Patriots vinse due Super Bowl, nel 2001 e nel 2003, anche se in quest'ultima occasione non fu in campo nella finalissima contro i Carolina Panthers a causa di un infortunio al ginocchio.
Woody firmò come free agent coi Detroit Lions nel marzo 2004, giocando come titolare tutte le gare delle stagioni 2004 e 2005, mentre perse la maggior parte del 2006 per infortunio. Il 2 marzo 2008 firmò un contratto quinquennale del valore di 25 milioni di dollari con i New York Jets. Vi giocò per tre stagioni, venendo svincolato il 28 febbraio 2011. Il 26 luglio dello stesso anno annunciò il proprio ritiro.

## Palmarès

### Franchigia
- Super Bowl : 2

New England Patriots: XXXVI, XXXVIII
- American Football Conference Championship: 1

New England Patriots: 2001, 2003

### Individuale
- Convocazioni al Pro Bowl: 1

2000
- PFWA All-Rookie Team - 1999

## Statistiche
| Partite             | 173 |
| Partite da titolare | 166 |